# Kujurgazinskij rajon
Il Kujurgazinskij rajon (in russo Куюргазинский район?) è un municipal'nyj rajon della Repubblica della Baschiria, nella Russia europea.